# Černé pondělí

Hodnota indexu Dow Jones Industrial Average (DJIA) – 1987/1988

Černé pondělí je ve světě finančnictví spojováno s pondělkem 19. října 1987, kdy se zhroutily akciové trhy a ve velmi krátkém čase došlo k velké ztrátě hodnot akcií. Pád burzy (krach na burze) začal v Hongkongu, rozšířil se do západní Evropy a zasáhl Spojené státy poté, co jiné trhy již značně klesly. Index Dow Jones Industrial Average (DJIA) klesl přesně o 508 bodů na 1 738,74 bodu (o 22,61 %). V Austrálii a na Novém Zélandu je tento burzovní pád označován také jako „černé úterý“ kvůli rozdílu časových pásem. V Japonsku pak jako „modré úterý“.
Termíny „černé pondělí“ nebo „černé úterý“ jsou používány také pro 28. a 29. října 1929, k nimž došlo po „černém čtvrtku“ 24. října 1929, který zahájil krach na newyorské burze.
V říjnu 1987 došlo na všech dvaceti třech nejdůležitějších akciových trzích na světě ke strmému propadu. Devatenáct z dvaceti tří nejrozvinutějších industriálních zemí zaznamenalo propad o více než 20 %. Měřeno v amerických dolarech byl pokles na osmi trzích o 20 % až 29 %, na dalších třech o 30 % až 39 % (Malajsie, Mexiko, Nový Zéland) a na třech trzích (Hongkong, Austrálie, Singapur) dokonce o více než 40 %. Nejméně bylo postiženo Rakousko (s poklesem o 11,4 %), zatímco nejvíce zasaženou zemí byl Hongkong (s poklesem o 45,8 %). Šok spojovaný s krizí obnovil obavy o velkou ekonomickou nestabilitu nebo dokonce strach z opakování Velké deprese z roku 1929.
Černé pondělí poukázalo na slabiny a trhliny ve fungování tržního systému. Systému, jehož objem transakcí neodpovídal schopnostem trhu. Tomuto krachu, především jeho rychlosti a závažnosti, nahrával problém získávání informací v už tak rychle se měnícím chaotickém prostředí. Tržní systémy jednoduše nebyly schopny přijímat tolik transakcí najednou a investoři neměli dostatek spolehlivých informací, načež se na trhu přestali angažovat.

## Případ USA

### Pozadí událostí
Od srpna 1982 do dosažení vrcholu v srpnu roku 1987 se Dow Jones Industrial Average (DJIA) zvýšil z 776 na 2 722 bodů, včetně 44% růstu v roce 1987. Během tohoto období se nárůst tohoto indexu na 19 největších trzích světa rovnal v průměru 296 %. New York Stock Exchange zaznamenala ztrojnásobení počtu transakcí na svém burzovním trhu.
V letech 1985 a 1986 došlo ke zpomalení ekonomického růstu Spojených států.
V polovině října 1987 se začaly hromadit znepokojivé zprávy o stavu trhu a následné narušení důvěry investorů vedlo k volatilitě trhů. Krok federální vlády zveřejnit více než očekávaný obchodní deficit způsobil snížení hodnoty dolaru. Trhy začaly předznamenávat rekordní ztráty, které opravdu přišly v následujícím týdnu. Počínaje 14. říjnem začala řada trhů pociťovat velké ztráty. Na konci obchodního pátku 16. října poklesl Index DJIA o 4,6 %. 

### Krach
Před otevřením New York Stock Exchange (NYSE) na Černé pondělí 19. října 1987 vzrostl silný tlak na prodej akcií. Po jeho otevření okamžitě vznikla velká nerovnováha mezi objemem prodejních a nákupních pokynů neboli objednávek, což způsobilo značný pokles cen akcií. Tehdejší předpisy umožňovaly určeným tvůrcům trhu (známým jako „specialisté“) odložit nebo pozastavit obchodování s akciemi, pokud nerovnováha pokynů překročila schopnost specialisty řádně plnit objednávky. Nevyváženost objednávek 19. října byla tak velká, že 95 akcií na S&P 500 Index (S&P) otevřelo pozdě, totéž platilo pro 11 z 30 akcií DJIA. Nejdůležitější však bylo otevření budoucích trhů s těžkým náporem prodejních pokynů.

Na Černé pondělí se DJIA propadlo o 508 bodů (22,6 %), spolu s krachem opcí, možnosti nákupu nebo prodeje, a futures kontraktů, kontraktů s povinností nákupu či prodeje akcie v datu uvedeném ve smlouvě. Tento den nastal jeden z největších jednodenních propadů DJIA v historii. S&P 500 Index (S&P) zaznamenal propad o 20.4 %. Obchodování mělo na mnoha burzách patologický jev, kde cena poptávky (nejlepší cena, za kterou je možné v daný okamžik kontrakt prodat) na akcii převýšila cenu nabídky (nejlepší cenu, za kterou je v daný moment možné kontrakt nakoupit). To téměř znemožnilo možnost obchodování. Systémy byly tak zahlceny, že objednávky byly zdrženy a nejistota investorů stoupala.

### Nefunkční trhy
Za normálních okolností jsou akciový trh a jeho oba deriváty, futures kontrakty a opce,  funkčně jednotným trhem, jelikož cena jakékoli konkrétní akcie je úzce spojena z jejího protějšku na obou trzích opcí a futures kontraktů. Ceny na trzích s deriváty jsou obvykle úzce spojeny s cenami podkladových akci, i když se trochu liší. Například ceny futures jsou obvykle vyšší než ceny jejich konkrétních hotovostních akcií. Během krize bylo toto spojení narušeno. Když se trh s futures otevřel, zatímco trh s cennými papíry byl uzavřen, vytvořil cenovou nerovnováhu. Kotovaná cena těch akcií, které se otevřely pozdě, neměla šanci se změnit ze své konečné ceny z předchozího dne. Kotované ceny byly tedy „zastaralé a neodrážely současné ekonomické podmínky, obecně byly uvedeny výše než měly být (a dramaticky vyšší než jejich futures, které jsou obvykle vyšší než akcie).
Oddělení těchto trhů znamenalo, že ceny futures dočasně ztratily platnost jako prostředek zjišťování cen. To přispělo k atmosféře nejistoty a zmatku v době, kdy byla důvěra investorů velmi nutná. Sleva na trhu s futures logicky naznačovala investorům, že mohou čekat a nakupovat akcie ještě za nižší cenu.

### Obchodování založené na šumu
Tento fenomén se vyznačuje šumem, neboli informací či aktivitou, která zkresluje hlavní trendy. Krize zasáhla trhy po celém světě. V tomto období se dramaticky zvýšila současná kauzalita a chování zpětné vazby mezi trhy. V prostředí zvýšené volatility, zmatku a nejistoty, investoři nejen v USA, ale i v ostatních zemích vyvodili investoři své chování a informace, za stále se šířícího a posilujícího se strachu, ze změn akcií a komunikace(zpětné vazby) s ostatními investory. Právě tato psychologie chování na trhu se označuje jako obchodování založené na šumu, ke kterému dochází když špatně informovaní investoři obchodují na základě šumu, tedy špatných informacích. Například 19. října zvěsti o uzavření newyorské burzy cenných papírů způsobily další zmatek a způsobily další pokles cen.
Někteří analytici uvádějí, že obchodování na základě šumu, tedy právě vytvoření smyčky špatně fungující zpětné vazby a volatility trhu bylo hlavním důvodem celkové závažnosti krachu.

### Likvidita a Margin calls (výzvy k dodatkové úhradě)
Zdrojem problémů s likviditou byl obecný nárůst tzv. margin calls, výzev k dodatkové úhradě. Ty byly po propadu trhu průměrně 10 krát větší a 3 krát větší než jejich předchozí nejvyšší ranní variace. Několik firem nemělo dostatečnou hotovost na účtech zákazníků. Firmy tak čerpaly prostředky z vlastního kapitálu, aby vyrovnaly nedostatek. Některé se staly podkapitalizovanými, 11 společností obdrželo výzvy k dodatkové úhradě od jednoho zákazníka, který překročil čistý kapitál společnosti, někdy až o dvou ku jedné. Tyto výzvy museli investoři splatit ke konci dne 19. října před otevřením trhu následujícího dne. Clearingové společnosti vyzvaly půjčující instituce, aby poskytnuly úvěr na pokrytí těchto náhlých a neočekávaných poplatků, ale makléřské společnosti požadující další úvěr začaly překračovat svůj úvěrový limit. Banky se obávaly většího zapojení a vystavení chaotickému trhu.
Frederic Mishkin uvedl, že největším ekonomickým nebezpečím nebyly událost v den samotného krachu, ale potenciál „šíření kolapsu společností zabývajících se cennými papíry“ pokud by šíření krize likvidity, v odvětví cenných papírů, začalo ohrožovat solventnost a životaschopnost makléřských společností a specialistů. Podle něj byla tato možnost den po havárii velice pravděpodobná. Ze začátku se tak opravdu zdálo, že tyto instituce selžou a zkrachují. Pokud by se tak stalo, byly by negativní následky ve finančním systému promítnuty do ekonomiky jako celku.

### Odpověď Federálního rezervního systému
Federální rezervní systém v USA fungoval jako věřitel poslední možnosti, aby čelil krizi. Poskytoval krizové řízení prostřednictvím veřejných prohlášení a dodával likviditu pomocí operací  na volném trhu, přesvědčoval banky, aby půjčily firmám s cennými papíry a někdy také zasahoval přímo.
Někteří odborníci tvrdí, že reakce Federální rezervy na Černé pondělí zahájila novou éru důvěry investorů ve schopnost centrální banky uklidnit prudký pokles trhu. Na rozdíl od předchozích finančních nebyly ostré ztráty následovány hospodářskou recesí ani bankovní krizí.

### Obnova
Trhy s cennými papíry se rychle zotavily a nahradily ztráty po Černém pondělku. DJIA vzrostlo v následujících dnech o 288 bodů, 57 % celkové ztráty krize. Za méně jak dva roky americké trhy překonaly čísla před krizí.

## Případ Spojeného království
V Londýně byly všechny trhy uzavřeny od 16. října, po noci kdy zasáhl Spojené království silný hurikán. Poté, co trhy opět otevřely se rychlost pádu a do 9:30 klesl index FTSE 100 o více než 136 bodů. Za dva dny to bylo 23 %, což je zhruba stejné procento, které newyorské burze v den havárie propadlo. Akcie poté dále klesaly, i když méně prudkým tempem, až dosáhly minima v polovině listopadu na 36 % pod maximem před havárií. Výprodej v New Yorku měl na Londýn nakažlivý účinek z několika důvodů: dumping cenných papírů ve Spojeném království americkými investory, propojení mezi globálními finančními trhy a dopad na sentiment investorů, a protože pokles cen vyvolal automatický prodej počítačově řízeným portfoliovým systémem „programového obchodování“ jak v USA, tak ve Spojeném království. Burza se začala zotavovat až v roce 1989.

## Případ Japonska
Je ironií, že v týdnech před tzv. černým pondělkem varovalo mnoho významných osobností investiční komunity, že příští hlavní krach burzy bude v Tokiu.
V Japonsku se krach na burze z října 1987 většinou označuje spíše jako „Modré úterý“, zčásti kvůli rozdílu v časovém pásmu a zčásti proto, že její účinky po počátečním pádu byly relativně mírné. Tokijský trh poklesl za jeden den o 14,9 % a ztráty Japonska ve výši 421 miliard USD. Systémové rozdíly mezi americkými a japonskými finančními systémy však vedly k významně odlišným výsledkům během úterý 20. října po havárii. V Japonsku byla následující panika přinejhorším jen mírná a index Nikkei 225 se vrátil na úroveň před havárií již po pěti měsících.   
Japonská ekonomika nebyla tak silně zasažena zejména díky “obchodním obrubníkům“. Jednalo se například o ostrý limit cenových pohybů o více než 10–15 %; omezení a institucionální překážky krátkého prodeje tuzemskými a mezinárodními obchodníky; časté úpravy maržových požadavků v reakci na změny volatility; přísné pokyny pro vyplacení podílových fondů; a opatření Ministerstva financí ke kontrole celkových podílů akcií a morálnímu obtěžování v odvětví cenných papírů.

## Případ Nového Zélandu
Krach novozélandského akciového trhu byl poměrně dlouhý a pokračoval v jeho poklesu po delší dobu poté, co se zotavily ostatní globální trhy, protože na rozdíl od jiných národů se dopady havárie z října 1987 přenesly do jeho reálné ekonomiky, což přispělo k prodloužené recesi, které trvala až do roku 1993.
Dopady celosvětového ekonomického boomu v polovině 80. let byly na Novém Zélandu umocněny uvolněním devizových kontrol a vlnou bankovní deregulace. Zejména bankovní deregulace najednou poskytla finančním institucím podstatně větší svobodu půjčovat. Finanční průmysl byl ve stavu rostoucího optimismu, což vytvářelo atmosféru příznivou pro větší podstupování finančních rizik.  Od konce roku 1984 do Černého pondělí ceny komerčních nemovitostí a komerční výstavba prudce vzrostly, zatímco ceny akcií na akciovém trhu se ztrojnásobily.
Akciový trh Nového Zélandu klesl v první den krachu o téměř 15 %. V prvních třech a půl měsících po krachu se hodnota tržních podílů Nového Zélandu snížila na polovinu. V době, kdy dosáhl svého minima v únoru 1988, ztratil trh 60 % hodnoty. Investiční společnosti a developeři zahájili požární prodej svých nemovitostí, částečně proto, aby pomohli vyrovnat ztráty cen akcií, a částečně proto, že krach odhalil “overbuilding“. Tyto firmy navíc používaly majetek jako zajištění pro své zvýšené půjčky. Když se tedy hodnoty nemovitostí zhroutily, došlo k poškození zdraví půjčujících institucí. Rezervní banka Nového Zélandu v reakci na krizi odmítla uvolnit měnovou politiku, což by firmám pomohlo vyrovnat své závazky a zůstat v provozu. Vzhledem k tomu, že se škodlivé účinky rozšířily v příštích několika letech, došlo k ukončení činnosti velkých korporací a finančních institucí a došlo k narušení bankovních systémů Nového Zélandu a Austrálie.

## Příčiny
Krach na burze v říjnu 1987 byl způsoben neobvyklými faktory – nadhodnocením, pokusem Kongresu omezit sloučení, rostoucími úrokovými sazbami, konflikty mezinárodní politiky a nesnesitelnou zátěží pro specialisty NYSE (New York Stock Exchange).

## Následné regulace
Jedním z důsledků krachu v roce 1987 bylo zavedení jističe nebo obchodního obrubníku, což umožnilo burzám dočasně zastavit obchodování v případech výjimečně velkého poklesu cen v některých indexech. Na základě myšlenky, že ochlazovací období by pomohlo rozptýlit panický prodej, jsou tato povinná uzavření trhu spuštěna, kdykoli během obchodního dne dojde k velkému předem definovanému poklesu trhu.

## Zajímavosti
Podle italského ekonoma Franca Modiglianiho existuje vztah, který udává, že čím je větší inflace, tím hůř se daří trhu s cennými papíry.